# Poniky, Banská Bystrica
Poniky este o comună slovacă, aflată în districtul Banská Bystrica din regiunea Banská Bystrica. Localitatea se află la altitudinea de 499 m deasupra n.m., se întinde pe o suprafață de 59,04 km2 și în 2017 număra 1.572 de locuitori.

## Istoric
Localitatea Poniky este atestată documentar din 1284.

## Demografie
| An:                | 1994 | 2004   | 2014   | 2024   |
| ------------------ | ---- | ------ | ------ | ------ |
| Număr de persoane: | 1538 | 1567   | 1564   | 1554   |
| Diferență:         |      | +1,88% | −0,19% | −0,63% |

| An:                | 2023 | 2024   |
| ------------------ | ---- | ------ |
| Număr de persoane: | 1540 | 1554   |
| Diferență:         |      | +0,90% |